# 廖長城
廖長城，大紫荊勳賢，GBS，SC，JP（1949年6月—），為執業資深大律師。曾任高等法院暫委法官、高等法院原訟庭特委法官、香港科技大學校董會主席等職，並曾兩度出任行政會議成員。

## 生涯
廖長城生於香港，籍貫廣東五華，曾就讀英華書院（1967年中五）及英皇書院，1969年進入香港大學修讀法律，是港大法律學系第一届畢業生（1972年二級榮譽資格）。同屆同學有行政會議成員湯家驊、大律師公會前主席陳景生等人。港大畢業後，他在老師建議下往英國倫敦大學修讀碩士，專攻知識產權。
1990年，獲委任為高等法院暫委法官、2000年至2002年獲委任為高等法院原訟庭特委法官。
2002年7月至2009年1月及2012年7月至2017年6月為行政會議成員，同時亦為全國政協委員。
2015年3月至2023年3月委任香港科技大學校董會主席。
現任香港法律改革委員會檔案法小組委員會主席、香港專利制度檢討諮詢委員會主席、知識產權貿易工作小組副主席及經濟發展委員會委員。其胞弟為現任香港立法會商界第二功能組別議員廖長江。

## 曾任公職
- 香港法律改革委員會委員
- 版權審裁處主席
- 廉政公署事宜投訴委員會主席
- 空運牌照局主席
- 消費者委員會營商手法研究小組主席
- 香港機場管理局成員
- 東華三院顧問局成員

## 認許資格
- 英國大律師（1974年）
- 香港大律師（1975年）
- 香港御用大律師（1989年），自1997年現變為香港資深大律師

## 馬主生涯
廖長城於2004-2005馬季開始成為馬主，曾與鄺文輝、林國輝與梁冠禧共同擁有馬匹「奪寶群英」，該駒在港服役期間一直由蘇保羅訓練，直至2010-2011馬季退役。

## 榮譽
- 非官守太平紳士（1995年）
- 銀紫荊星章（2001年）
- 金紫荊星章（2008年）

## 外部連結
- 香港特別行政區行政會議-廖長城議員
- 執業大律師名冊